# والی هالدر
والی هالدر (انگلیسی: Wally Halder; ۱۵ سپتامبر ۱۹۲۵ – ۲۷ اکتبر ۱۹۹۴) بازیکن هاکی روی یخ اهل کانادا بود.
وی در مسابقات کشوری و بین‌المللی در مجموع برندهٔ ۱ مدال طلا شده‌است.